# ユーマ語族
ユーマ語族(ユーマごぞく、Yuman languages)は、メキシコのバハ・カリフォルニア半島とソノラ州、およびアメリカ合衆国のカリフォルニア州、アリゾナ州に分布する諸言語からなる語族。大部分の言語は危機に瀕した言語になっている。
コチミ語を別な語族として分ける説があり、コチミ語を含むことを明確に示すためにコチミ＝ユーマ語族とも呼ばれる。

## 構成言語

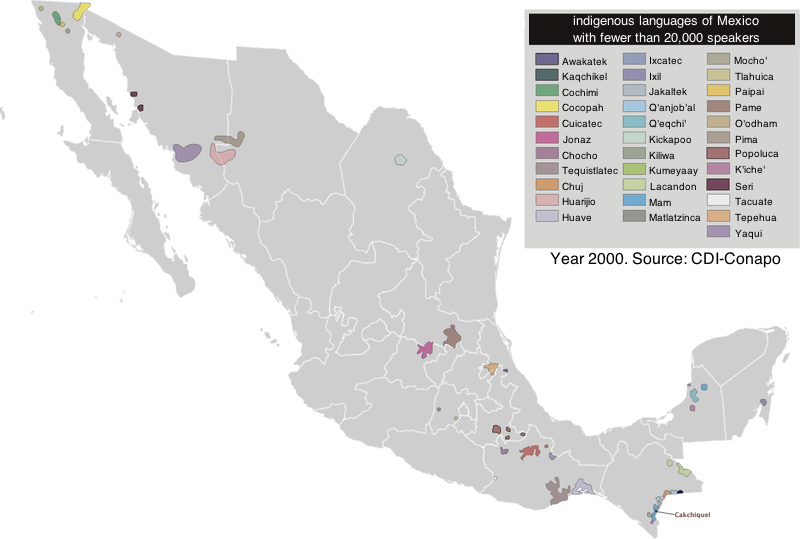
メキシコの話者2万未満の言語の分布。西端からクミアイ（南ディエゲーニョ）語、コチミ（メキシコ・ディエゲーニョ）語、パイパイ語、キリワ語、ココパ語

ユーマ語族は8ないし10ほど（数えかたによる）の言語に分けられる。「人々」を意味するpaiで終わる名前が多い。ゴダードによるとコチミ＝ユーマ語族は以下のように分類される。
- コチミ＝ユーマ
  - ユーマ
    - パイ
      - パイパイ
      - 高地（ハヴァスパイ、ワラパイ、ヤヴァパイ）

    - コロラド川
      - モハベ
      - ケチャン
      - マリコパ(Halchidhoma, Kavelchadom, Maricopa)

    - デルタ＝カリフォルニア
      - ディエゲーニョ
        - イーパイ（北部ディエゲーニョ）
        - クミアイ（南部ディエゲーニョ）
        - ティーパイ（メキシコ・ディエゲーニョ）

      - ココパ

    - キリワ

  - コチミ

### 高地ユーマ語
高地ユーマ語（パイ語）はアリゾナ州西部の高原で話される言語。民族的にはハヴァスパイ、ワラパイ、ヤヴァパイなどに区分されているが、この区分は方言の差とは必ずしも一致しない。

### パイパイ語
パイパイ語はバハ・カリフォルニア州北部で話される言語（クミアイ語地域の南）。言語的に高地ユーマ語と近いが、地理的には遠く離れている。

### モハベ語
モハベ語はコロラド川沿岸（アリゾナ州、カリフォルニア州）で話される言語。

### マリコパ語
マリコパ語の話者は本来モハベ族の南・ケチャン族の北のコロラド川沿岸に住んでいたが、後に他の部族に逐われて東のヒラ川沿岸に移住した。現在はアリゾナ州フェニックス近郊のインディアン居留地に住む。

### ケチャン語
ケチャン語（ユーマ語とも）はコロラド川とヒラ川の合流地点一帯（アリゾナ州、カリフォルニア州）で話される言語。「ケチャン」とは（神聖な山から地上に）降りてきた人々を意味するという。

### ココパ語
ココパ語はコロラド川下流のデルタ地帯（アリゾナ州、ソノラ州、バハ・カリフォルニア州）で話される言語。

### ディエゲーニョ語
ディエゲーニョ語は、イーパイ＝ティーパイ語とも呼び、カリフォルニア州サンディエゴ郡・インペリアル郡およびバハ・カリフォルニア州北西部に分布する。北から南に三種類に下位区分される。
- イーパイ語、北部ディエゲーニョ語
- ティーパイ語（アメリカ）、クミアイ語、南部ディエゲーニョ語
- ティーパイ語（メキシコ）、ティーパイ語、メキシコ・ディエゲーニョ語

### キリワ語
キリワ語はバハ・カリフォルニア半島北部で話される言語。コチミ語を別にするとユーマ語族の言語としては最南端に分布し、他の言語と大きく異なる。
なお、戸部実之による『キリワ語小辞典』が泰流社より1994年に出版されているが、この著者はこの言語の専門家ではなく、専門家による信頼できる文献はいまだ出版されていない。

### コチミ語
コチミ語はバハ・カリフォルニア半島中央部でかつて話されていた言語。現在は死語になっており、充分なデータがない。
他のユーマ語族の言語とは大きく異なっており、独立した別の語族とされることもある。
なお、上記のメキシコ・ディエゲーニョ語もコチミ語と呼ばれることがあるが、ここでいうコチミ語とは別の言語である。

## 他の言語との関係
ユーマ語族は仮説的なホカ大語族に所属する可能性がある。